# 国际邮轮协会
国际邮轮协会（英語：Cruise Lines International Association）是一个国际性的邮轮协会。它于2006年与国际邮轮理事会（ICCL）合并。邮轮国际协会现位于华盛顿特区，成立于1975年，是世界上最大的邮轮行业贸易协会，致力于邮轮行业的促进与发展。CLIA的使命是代表其协会成员、邮轮公司、旅行社及执行伙伴进行宣传、教育和推广。   

## 会员资格
CLIA有以下几种会员资格： 
- 邮轮成员（60个）：从远洋邮轮到特种邮轮，CLIA成员邮轮占全球邮轮容量的95％以上。
- 执行合伙人成员（300位）：邮轮公司的主要供应商和合作伙伴。
- 15,000个全球旅行社和25,000个旅行社会员。
- CLIA邮轮成员每年为2400万乘客提供服务。

## 会员
截至2017年8月，CLIA有以下会员：

### 全球邮轮公司成员
- 阿玛河轮
- 爱达邮轮
- 美國鷹
- 艾凡隆河轮
- 精钻游轮
- 嘉年华游轮
- 精緻遊輪
- Celestyal Cruises
- 歌诗达邮轮船队
- 水晶游轮
- 冠達郵輪
- 迪士尼游轮
- Emerald Waterways
- 荷美邮轮
- 地中海邮轮
- 挪威邮轮
- 大洋游轮
- 保罗高更邮轮
- Pearl Seas Cruises
- 庞洛邮轮
- 公主邮轮
- 丽晶七海邮轮
- 皇家加勒比国际
- Scenic Luxury Cruises & Tours
- 璽寶郵輪
- SeaDream Yacht Club
- 银海游轮
- Tauck River Cruises
- 途易邮轮
- 寰宇精品游河船
- 风星邮轮

### 欧洲区域游轮成员
- A-ROSA Flussschiff
- Amadeus by Luftner
- Belmond Cruises
- CroisiEurope
- 赫伯罗特游轮
- Marella Cruises
- Pandaw River Expeditions
- 英国P&O郵輪
- 普爾曼郵輪
- Riviera Travel
- Saga
- Shearings Holiday

### 大洋洲区域游轮成员
- APT Group
- Aqua Expeditions
- Coral Expeditions
- 云顶香港
- Ganges Voyager
- 澳洲鐵行郵輪
- Riviera Travel
- 丽星邮轮
- Travelmarvel